# まともじゃないのは君も一緒
『まともじゃないのは君も一緒』（まともじゃないのはきみもいっしょ）は、2021年3月19日公開の日本映画。高田亮によるオリジナル脚本、監督は前田弘二、主演は成田凌と清原果耶。

## 概要
数学一筋でコミュニケーションが不得意な予備校講師と、「恋愛はしたことはないが、恋愛雑学だけは豊富な」女子予備校生のやり取りを通じ、コミュニケーションのすれ違いや距離感のズレ、「普通」とは何かを描く。予備校講師と女子予備校生に纏わる物語を描いてはいるが、主演の成田は「この映画のジャンルは分からない。恋愛映画でもなければコメディ映画でもないし、学園ものでもない。観る方の判断に委ねようと思います」とコメントしている。

## あらすじ
予備校の数学講師の大野康臣は、結婚願望はあるものの独身で恋人もいない。女の子とデートしてもうまくコミュニケーションをとれない康臣は、日頃から自身を「普通じゃない」と語る教え子・秋本香住に、どうしたら普通になれるか教えてほしいと懇願する。

## 登場人物

### 予備校
大野康臣
演 - 成田凌
予備校講師。
秋本香住
演 - 清原果耶
大野の教え子。

### デートの相手関連
宮本功
演 - 小泉孝太郎
実業家。
戸川美奈子
演 - 泉里香
宮本の婚約者。
美奈子の姉
演 - 大谷麻衣
食器店店主。

### 学校と商店街
君島彩夏
演 - 山谷花純
秋本の同級生。
柳雄介
演 - 倉悠貴
君島の恋人。

## スタッフ
- 監督：前田弘二
- 脚本：高田亮
- 音楽：関口シンゴ
- 主題歌：THE CHARM PARK「君と僕のうた」[8]
- エグゼクティブプロデューサー：西山剛史、金井隆治
- プロデューサー：小池賢太郎、根岸洋之
- 共同プロデューサー：樋口優香、丸山文成、古草昌実
- ラインプロデューサー：佐藤幹也
- 撮影：池内義浩
- 照明：岡田佳樹
- 録音：小宮元
- 美術：松塚隆史
- 編集：佐藤崇
- 音響効果：廣中桃李
- 衣裳：江口久美子
- ヘアメイク：風間啓子
- 記録：押田智子
- 助監督：高杉孝宏
- 制作担当：田山雅也
- 宣伝プロデューサー：渡辺尊俊
- 企画製作プロダクション：ジョーカーフィルムズ、マッチポイント
- 配給：エイベックス・ピクチャーズ
- 共同幹事：エイベックス・ピクチャーズ、ハピネット
- 製作：「まともじゃないのは君も一緒」製作委員会（エイベックス・ピクチャーズ、ハピネット、ジョーカーフィルムズ、ジョーカーパートナーズ、UNITED PRODUCTIONS、TCエンタテインメント、博報堂DYミュージック&ピクチャーズ、クオラス、エイベックス・エンタテインメント）

## 受賞
- 第31回日本映画プロフェッショナル大賞
  - 主演男優賞：成田凌